# Ernesto Inarkijew
Ernesto Kazbiekowicz Inarkijew, ros. Эрнесто Казбекович Инаркиев (ur. 9 grudnia 1985 w Oszu) – rosyjski szachista, arcymistrz od 2002 roku.

## Kariera szachowa
W roku 1991 przeprowadził się z obwodu oszyńskiego, gdzie się urodził, do stolicy Kirgistanu, Biszkeku. Tutaj nauczył się gry w szachy, w krótkim czasie osiągając poziom mistrzowski. W 1998 roku, mając 13 lat, zadebiutował w drużynie narodowej na szachowej olimpiadzie w Eliście, uzyskując na VI szachownicy 6½ pkt w 9 partiach oraz po raz pierwszy odnosząc zwycięstwo nad arcymistrzem, którym był Wiktor Kuprejczyk. W następnym roku zdobył tytuł mistrza Azji juniorów do lat 16. Sukcesy te zwróciły uwagę prezydenta Międzynarodowej Federacji Szachowej Kirsana Iljumżynowa, który zaprosił Inarkijewa wraz z rodziną do Kałmucji i zaczął go wspierać finansowo, m.in. zapewniając stałą opiekę trenerską Marka Dworieckiego. W 2000 po raz drugi wystąpił w drużynie Kirgistanu na olimpiadzie w Stambule, uzyskując na IV szachownicy 9 pkt w 14 partiach. Od tego też roku w rozgrywkach międzynarodowych reprezentuje barwy Rosji.
W roku 2001 zdobył w Chalkidiki tytuł mistrza Europy juniorów do lat 16. W 2002 triumfował w turnieju kołowym w Sierpuchowie oraz zdobył złoty medal na mistrzostwach Rosji juniorów do lat 20. Podzielił również I m. w Ałuszcie oraz w otwartym turnieju w Pardubicach. W 2003 podzielił I m. w kolejnych turniejach open w Linares oraz Hoogeveen (wraz ze Zwiadem Izoria). W następnym roku wystąpił w Trypolisie w mistrzostwach świata rozegranych systemem pucharowym, ulegając w I rundzie Leinierowi Domínguezowi. W 2006 odniósł duży sukces, zajmując w Moskwie III m. (za Jewgienijem Aleksiejewem i Dmitrijem Jakowienko) w mistrzostwach Rosji mężczyzn. W 2014 r. zwyciężył (wspólnie z Constantinem Lupulescu) w Baku, natomiast w 2015 r. samodzielnie zwyciężył w turnieju Moscow-Open 2015 A w Moskwie.
Najwyższy ranking w dotychczasowej karierze osiągnął 1 września 2016 r., z wynikiem 2732 punktów zajmował wówczas 26. miejsce na światowej liście FIDE (w październiku z tym samym wynikiem był 25.), jednocześnie zajmując 6. miejsce wśród rosyjskich szachistów.